# لوت (ساز)
لوت (به انگلیسی: lute، به فرانسوی: luth) ساز زهی قدیمی اروپایی و متعلق به خانوادهٔ «لوت‌ها» است. دستهٔ این ساز به پشت خمیده است و با مضراب چوبی نواخته می‌شود.

## تاریخچه
طرح و نام این ساز از بربط آمده است. نظریه‌های متعددی از سوی محققان و باستان‌شناسان برای مبدأ نام عربی اظهار شده است و معتقدند که ممکن است یا از معرب واژه ایرانی «رود» یا «روده» به معنی رشته و عموماً سازهای زهی ست آورده شده یا از سانسکریت «رودری» (रुद्री، به معنی رشتهٔ ساز) و به زبان‌های عربی و اروپایی راه یافته است.
لوت در سده‌های میانه و در دورهٔ نوزایی و سپس در موسیقی باروک در اروپا بسیار رایج بود. لوت یکی از سازهای مهم غیر مذهبی در دوره رنسانس بوده است. صدای آرامی دارد و به عنوان همراهی‌کننده بخش باس (باس کونتینو) از آن استفاده می‌شده است.
گیتار را نیز تحول‌یافته از ساز لوت می‌دانند.

## نگارخانه

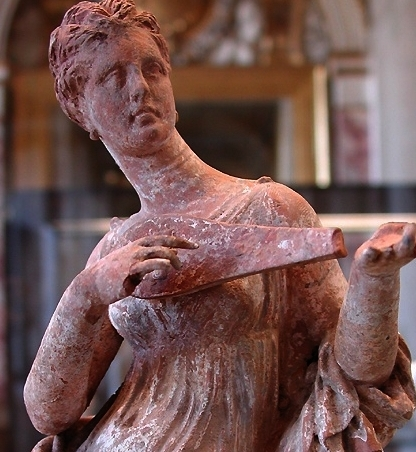
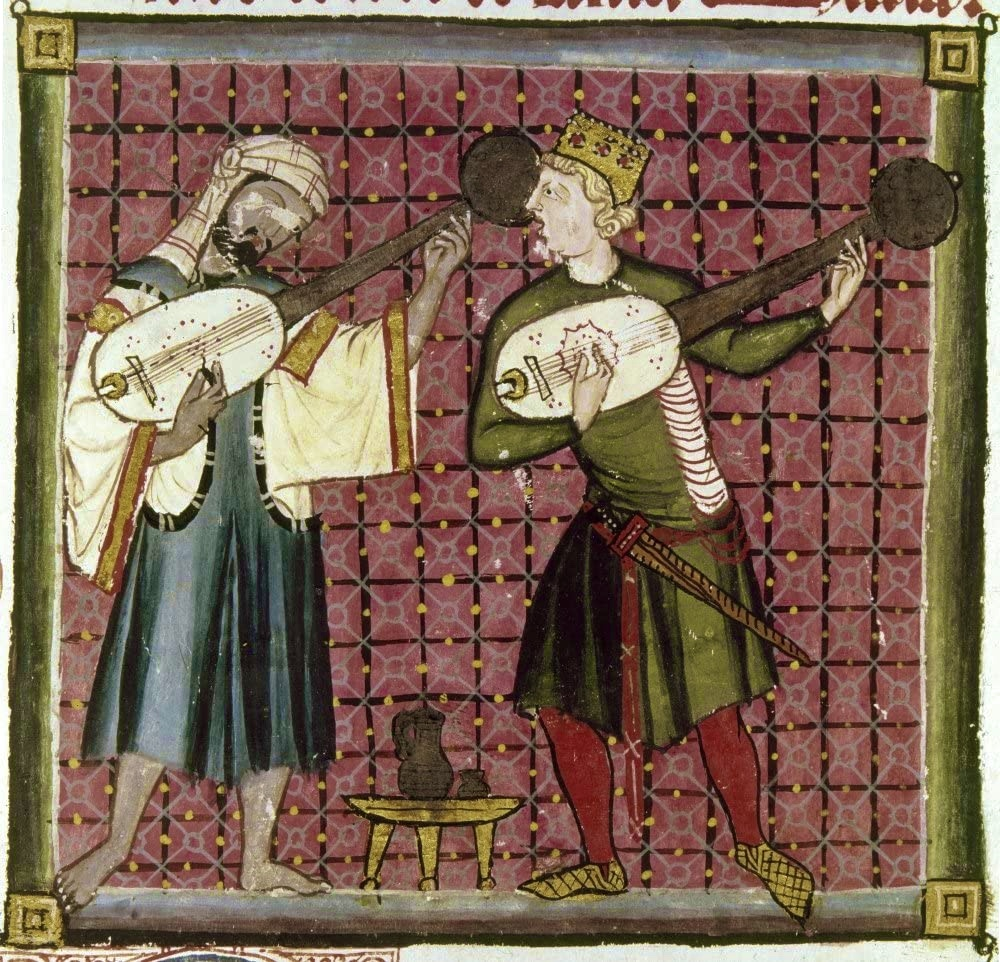
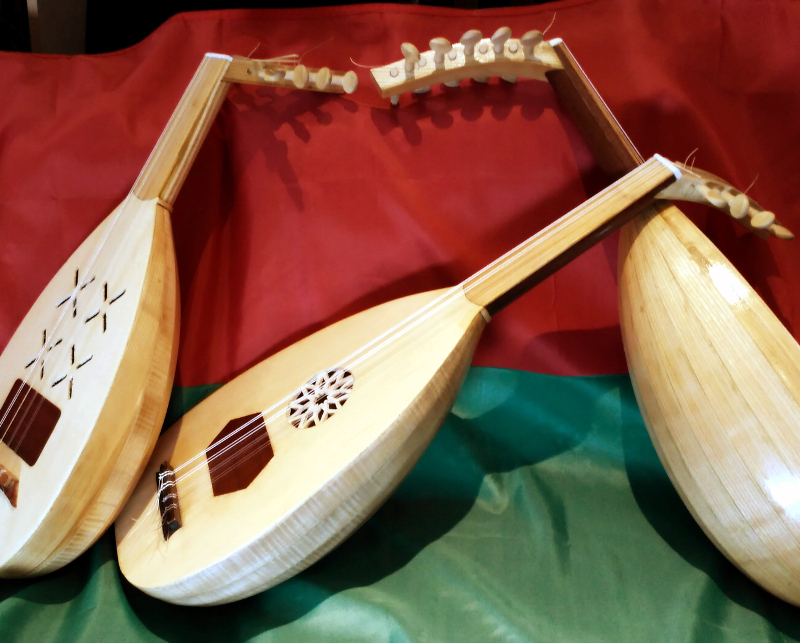
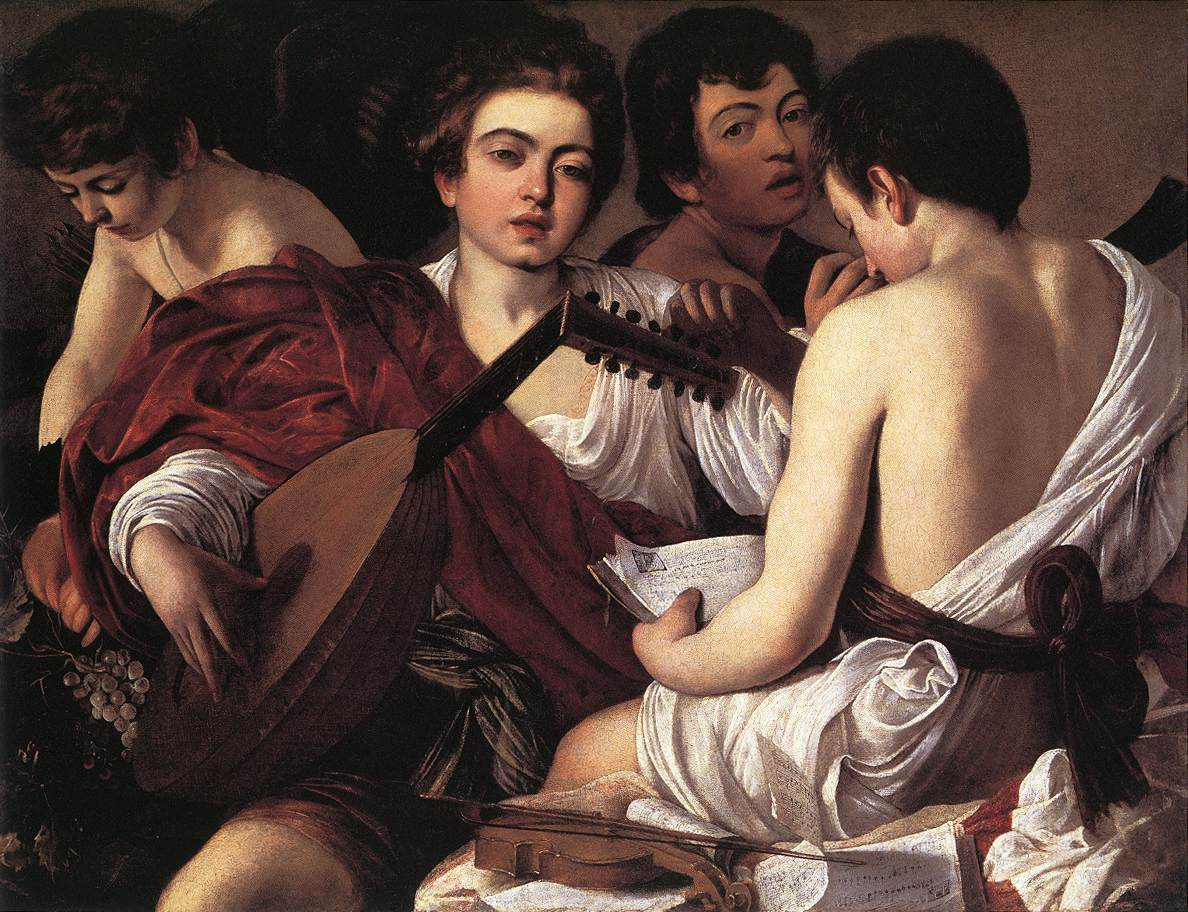
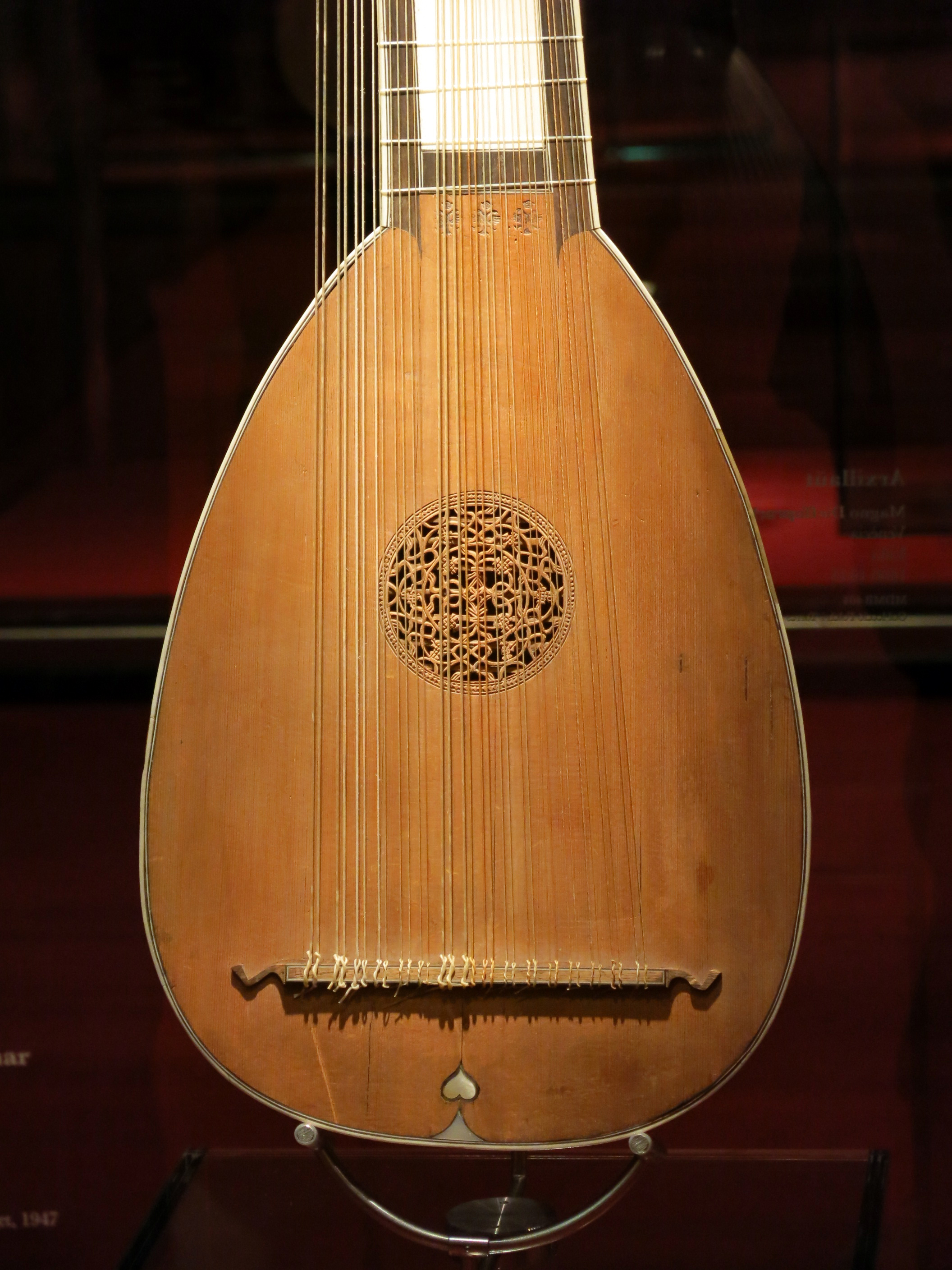
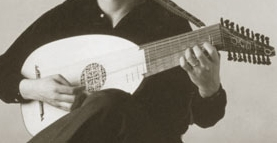
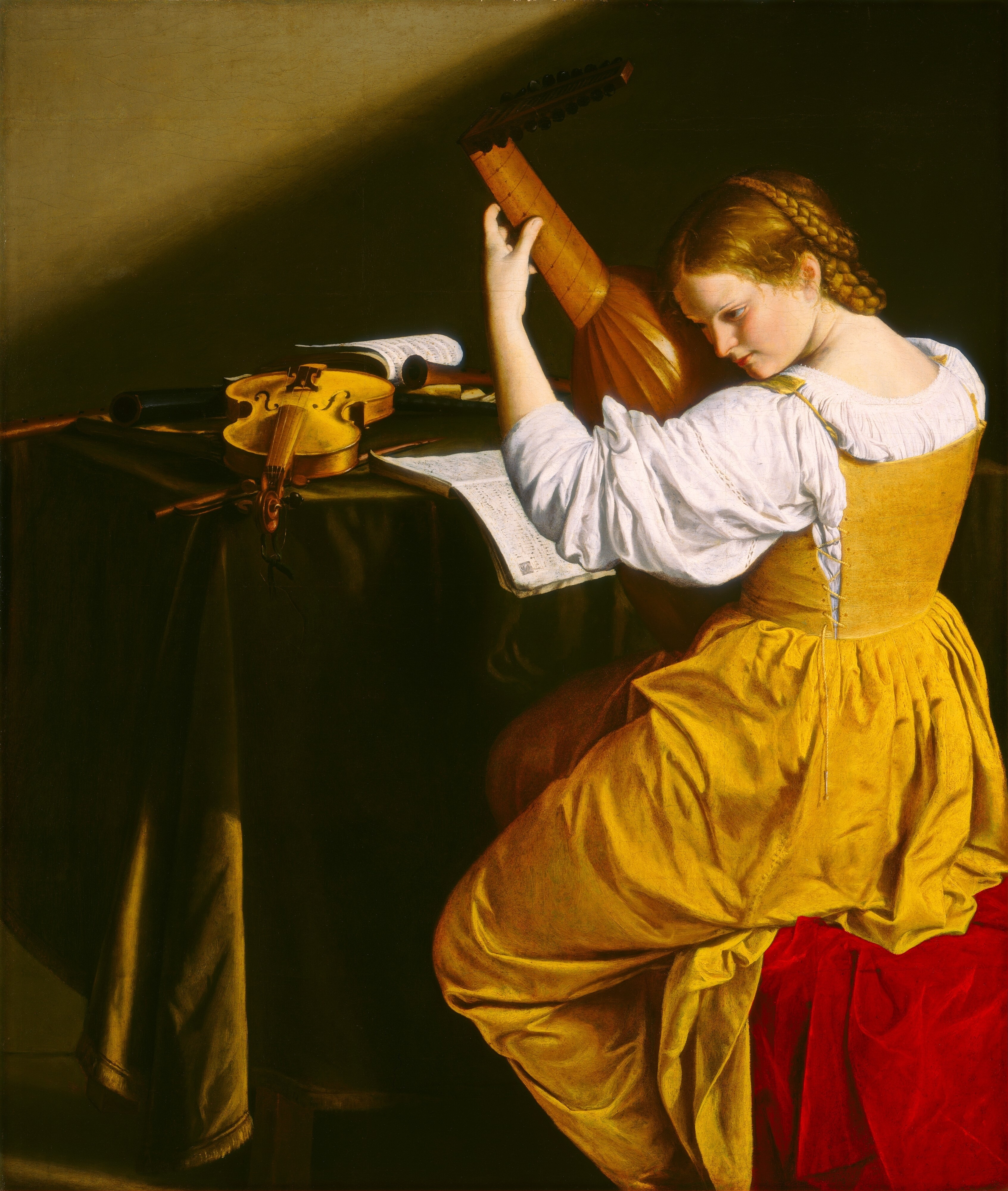